# Drug Enforcement Administration
Drug Enforcement Administration (DEA) este o agenție federală americană de aplicare a legii din cadrul Departamentului de Justiție al Statelor Unite, responsabilă de combaterea traficului și distribuției de droguri în Statele Unite. DEA este agenția responsabilă de aplicarea legii privind substanțele controlate la nivel național, împărțind jurisdicția concomitentă cu Biroul Federal de Investigații (FBI). Ea este singura responsabilă pentru coordonarea și urmărirea investigațiilor privind drogurile din SUA, atât pe plan intern, cât și în străinătate.

## Istorie
Drug Enforcement Administration a fost înființată la 1 iulie 1973, prin Planul de Reorganizare nr. 2 din 1973, semnat de președintele Richard Nixon la 28 iulie. Acesta a propus crearea unei agenții federale unice pentru a aplica legile federale privind drogurile, precum și pentru a consolida și coordona activitățile guvernamentale de control al drogurilor. Congresul a acceptat propunerea, deoarece erau preocupați de disponibilitatea tot mai mare a drogurilor. Drept urmare, Biroul pentru Narcotice și Droguri Periculoase (BNDD), Biroul de Aplicare a Legii pentru Abuzul de Droguri (ODALE); aproximativ 600 de agenți speciali ai Biroului Vamal, Serviciul Agenției Vamale și alte birouri federale au fuzionat pentru a crea DEA.

## Descriere generală

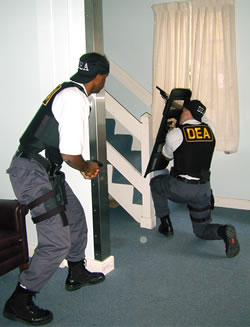
Niște agenți DEA în timp ce se exercită.

Responsabil pentru supravegherea și asigurarea respectării legilor și reglementărilor Statelor Unite ale Americii referitoare la organizații și membri ai organizațiilor, implicate în dezvoltarea, fabricarea sau distribuția de substanțe controlate sau substanțe aparent destinate traficului ilicit în Statele Unite; să consilieze și să sprijine programe neaplicate care vizează reducerea disponibilității substanțelor ilegale controlate pe piețele interne și externe.
Pentru îndeplinirea misiunii sale, responsabilitățile principale ale DEA includ:
- Investigarea și pregătirea procesurilor pentru încălcări majore ale legilor privind controlul substanțelor efectuate la nivel interstatal și internațional.
- Investigarea și urmărirea penală a bandelor criminale și de droguri care comit crime în comunități și terorizează cetățenii prin frică și intimidare
- Managementul unui program național de informare asupra drogurilor în cooperare cu oficialii federali, de stat, locali și internaționali pentru a colecta, analiza și disemina strategia de informare asupra drogurilor și operațiunile de cercetare.
- Confiscarea și sancționarea bunurilor obținute pentru a fi urmărite, pentru a fi utilizate în mod deliberat pentru traficul ilicit de droguri.
- Coordonarea și cooperarea cu ofițerii de aplicare a legii federali, de stat și locali cu privire la eforturile comune de aplicare a legii și îmbunătățirea eforturilor similare.
- Coordonarea și cooperarea cu agențiile locale, de stat și federale, precum și cu guvernele internaționale, în programe menite să reducă disponibilitatea abuzului de droguri ilicite pe piața din SUA.
- Responsabilitatea, sub îndrumarea politică a Secretarului de Stat și a ambasadorilor SUA, pentru toate programele asociate cu agenții de aplicare similare din națiuni străine.
- Relații cu Națiunile Unite, Interpol și alte organizații în chestiuni legate de programele internaționale de control al drogurilor.

## Organizarea
DEA este condusă de un administrator de aplicare a drogurilor numit de președintele Statelor Unite și confirmat de Senatul SUA. Administratorul raportează Procurorului General prin intermediul Procurorului General Adjunct.  Administratorul este asistat de un administrator adjunct, șeful operațiunilor, inspectorul șef și trei administratori asistenți (pentru diviziile de asistență pentru operațiuni, informații și resurse umane). Alți angajați superiori includ directorul financiar și consilierul șef. Administratorul și administratorul adjunct sunt singurul personal numit prezidențial din DEA; toți ceilalți oficiali ai DEA sunt angajați guvernamentali de carieră. Sediul central al DEA este situat în Arlington, Virginia, vizavi de Pentagon. Își menține propria Academie DEA, situată la baza Marine Corps din Quantico, Virginia, alături de Academia FBI. DEA menține 23 de divizii de teren naționale cu 222 de birouri de teren și 92 de birouri externe în 70 de țări. Cu un buget care depășește 3 miliarde de dolari, DEA are 10.169 de angajați, inclusiv 4.924 de agenți speciali și 800 de analiști de informații. A deveni agent special sau analist de informații cu DEA este un proces competitiv.

### Agenți speciali

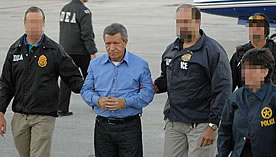
Agenți DEA în timp ce escortează pe baronul al drogurilor columbian Miguel Rodríguez Orejuela după ce a fost extrădat în Statele Unite în 2005

În 2017, la DEA lucrau 4.650 de agenți speciali. Salariul de pornire al agenților DEA este de 49.746 $–55.483 $. După patru ani de muncă ca agent, salariul crește la peste 92.592 $.
După ce primesc o ofertă condiționată de angajare, recruții trebuie să finalizeze un antrenament riguros de 18 săptămâni, care include lecții de competență în arme de foc (inclusiv ținere de bază), siguranța armelor, împușcături tactice și antrenament pentru luarea de decizii cu forță letală. Pentru a absolvi, studenții trebuie să mențină o medie academică de 80 la sută la examenele academice, să treacă testul de calificare pentru arme de foc, să demonstreze cu succes leadership și luarea deciziilor solide în scenarii practice și să treacă teste riguroase de sarcini fizice. La absolvire, recruții câștigă titlul de Agent Special DEA.

### Divizia aviației
Divizia de aviație DEA sau Office of Aviation Operations (OA) (fostă Secțiunea Aviație) este o divizie aeriană cu sediul în Aeroportul Fort Worth Alliance, Texas. Flota actuală OA este formată din 106 aeronave și 124 de piloți DEA.
DEA împărtășește un sistem de comunicații cu Departamentul de Apărare pentru comunicarea cu autoritățile de stat și regionale, independent de Departamentul de Justiție și sistemele de informații ale poliției și este coordonată de un centru de comandă a informațiilor numit Centrul de informații El Paso (EPIC) lângă El Paso, Texas.

### Echipe speciale

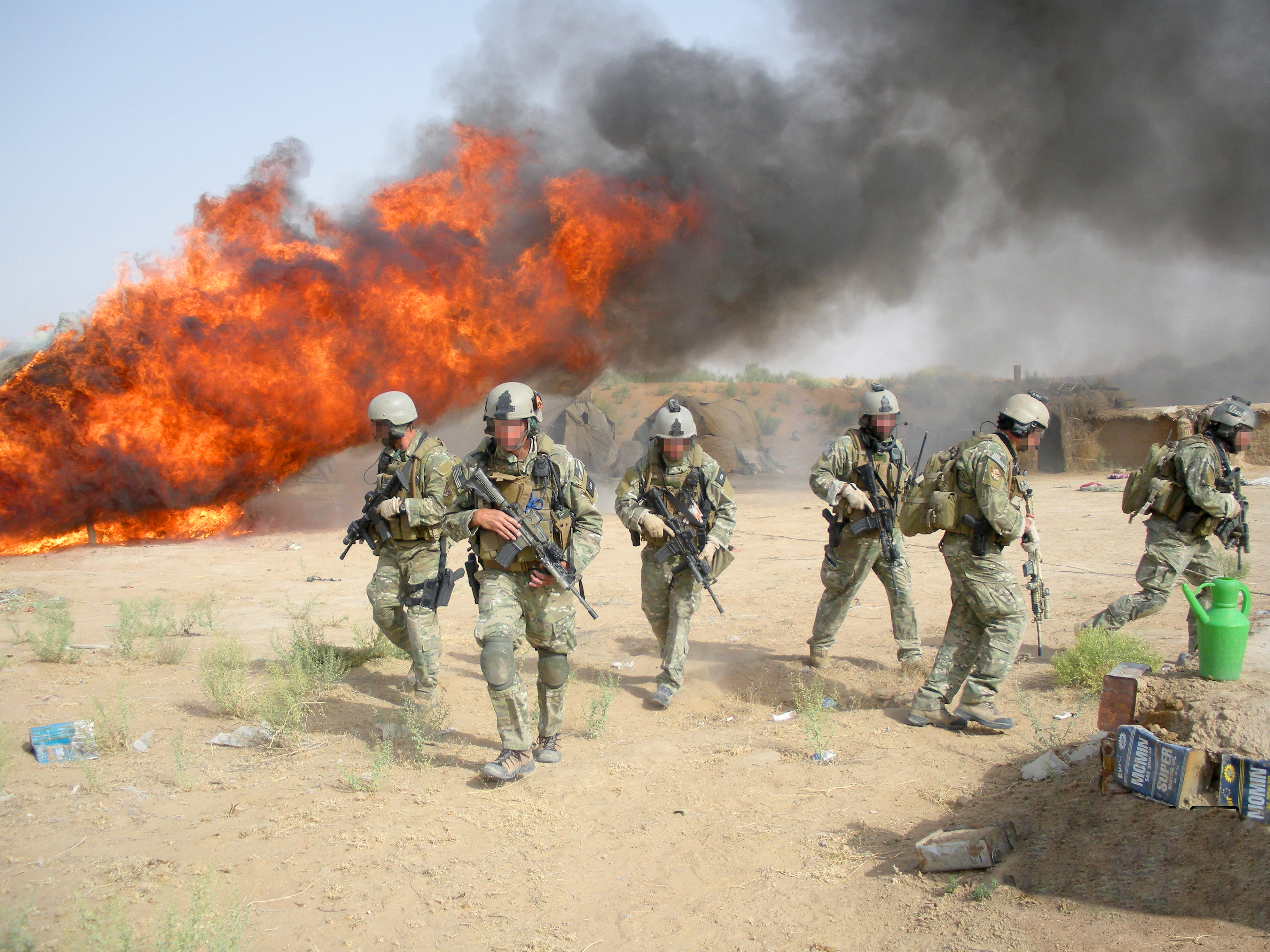
Agenți DEA în uniformă MultiCam în timp ce dau foc la niște hașiș capturat în cadrul Operațiunii Albatros din Afganistan, 2007.

Echipele de răspuns rapid (RRT), cunoscute anterior ca echipe de consiliere și asistență desfășurate în străinătate (FAST), au fost dezafectate de administratorul interimar al DEA, Chuck Rosenburg, în martie 2017, printr-un memorandum. Nevoia de echipe interne de servicii pentru acțiuni cu risc ridicat a condus la crearea hibridă a unităților tactice specializate care staționează în diferite regiuni geografice din Statele Unite.
DEA și-a creat și standardizat în mod oficial programul Special Response Team (SRT) în 2016. SRT a fost conceput ca un interval între operațiunile tactice efectuate de agenții de teren și cele care necesită tactici specializate ca urmare a riscurilor crescute. Operatorii SRT sunt foarte instruiți în diverse sisteme de arme și tactici/manevre pentru razii. Din cauza naturii clandestine a misiunilor DEA, protocoalele de instruire SRT și cerințele de activare sunt extrem de sensibile și nu sunt disponibile publicului. Unele dintre misiunile SRT constau în arestări cu risc ridicat, atacuri de vehicule, asalt aerian/infiltrare, supraveghere specializată, custodia unor persoane de profil, protecția demnitarilor și a martorilor, supraveghere și interdicție tactică, încălcare avansată, pregătire tactică pentru alte unități de poliție, și percheziții de fugari urbani și rurali. Situate ascuns în toată țara, echipele DEA SRT sunt disponibile pentru a răspunde practic oricărei zone geografice CONUS, cu puțină sau deloc pregătire sau notificare. DEA SRT a fost implicat în mai multe operațiuni de mare profil în ultimii ani, cu toate acestea, implicarea DEA nu este adesea mediatizată din cauza considerentelor operaționale și de informații. Considerată una dintre cele mai secrete ținute din forțele de ordine federale, se cunosc foarte puține despre capabilitățile DEA SRT și despre procesul său de selecție a operatorilor.
În trecut, DEA avea alte echipe tactice, cum ar fi Echipele de arestare la intrare cu risc ridicat (HEAT) în unele divizii de teren și echipele Operation Snowcap (predecesorul FAST). Echipele administrate de Secția mobilă de aplicare, echipele mobile de aplicare (MET) și echipele regionale de executare (RET), erau unități mobile de investigație destinate să desfășoare resurse agențiilor de stat și locale (MET) sau diviziilor de teren ale DEA (RET) aflate în nevoie de asistență cu o anumită anchetă sau un grup de narcotraficanți. Aceste programe s-au încheiat la începutul anilor 2000.